# Jan Andrzej Morsztyn
Jan Andrzej Morsztyn (24 de julio de 1621-8 de enero de 1693), fue un poeta y escritor polaco. 

## Biografía
Nació en el condado de Wiśnicz, de acaudalada familia aristocrática, y que profesaba el calvinismo y estudió en la Universidad de Leiden. Junto con uno de sus hermanos, viajó a Francia y Italia. Realizó meritorias traducciones de Torquato Tasso y Pierre Corneille, entre otros.

También era miembro de la nobleza de Polonia y Lituania y una destacada figura política de la República de las Dos Naciones. Llegó a ocupar cargos importantes en la corte polaca, tales como Secretario Real y Tesorero Adjunto de la Corona. Es considerado uno de los más importantes exponentes de la literatura de Polonia, durante el periodo barroco. Emigró a Francia en 1683.
- Datos: Q1028616
- Multimedia: Jan Andrzej Morsztyn / Q1028616